# Obshchi Syrt

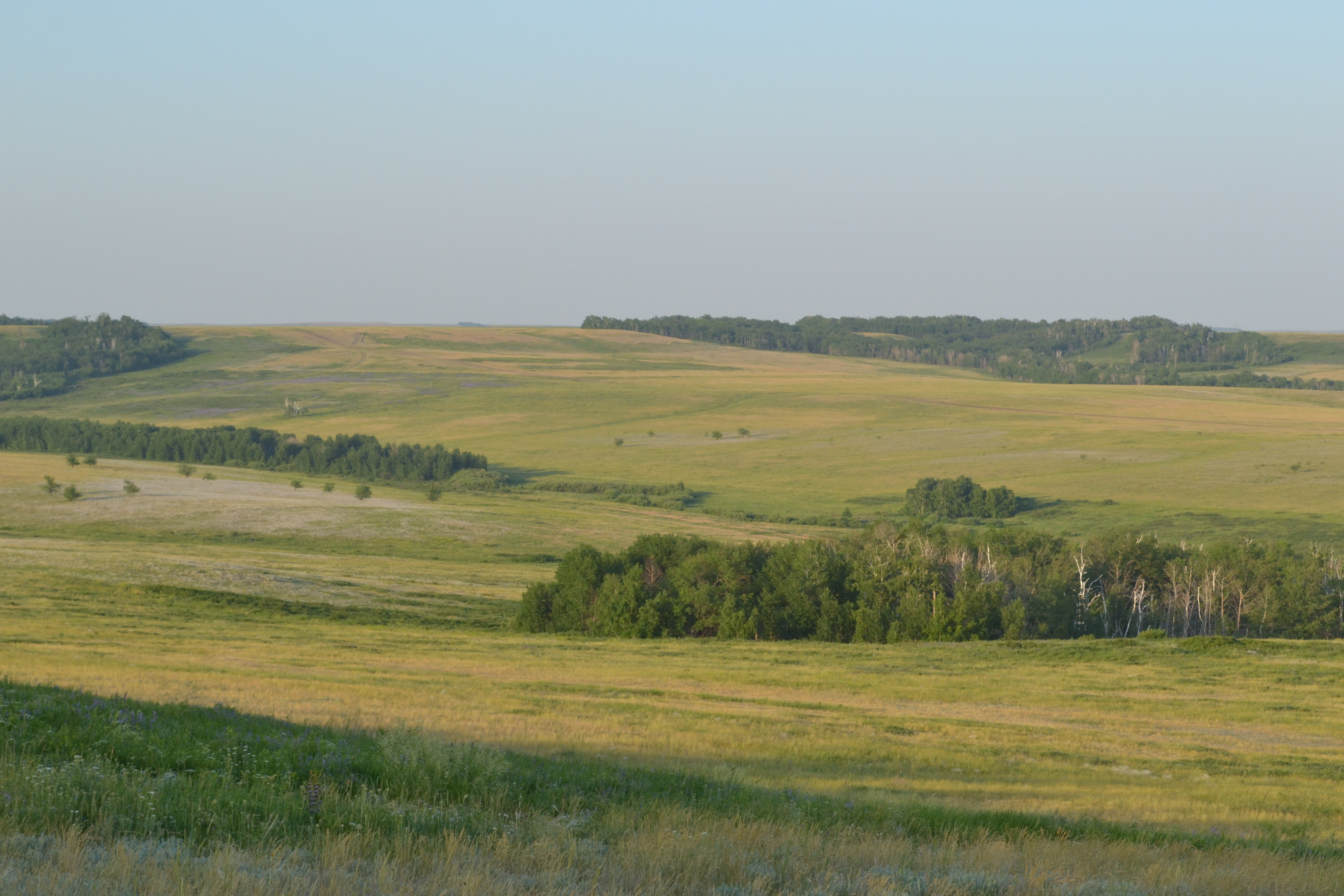
Obshchi Syrt

Obshchi Syrt (del ruso: Общий Сырт) es una cadena de débiles relieves de colinas extendida por la parte sudeste de la Rusia europea y en el noroeste de Kazajistán. Su cota máxima es de 405 m sobre el nivel del mar, en su extremo oriental.
Se prolonga sinuosamente en sentido oeste/sudoeste-este/nordeste, en una extensión cercana a los 500 km, por los óblasts de Sarátov, Samara y Oremburgo y el oblys kazajo de Kazajistán Occidental, fundiéndose al norte con las estribaciones meridionales de los Urales. El río Ural bordea la elevación por el sur en gran parte de su longitud. Desde el punto de vista geológico, los relieves están constituidos por rocas sedimentarias (principalmente argilita) del paleozoico (pérmico) y mesozoico.
El relieve del Obshchi Syrt, a pesar de su modesta altitud, representa una importante línea divisoria de aguas entre la cuenca hidrográfica del Volga y la del Ural. Aquí tienen sus fuentes los ríos Samara, Buzuluk, Bolshói Irgiz, Kamelik (de la cuenca del Volga) y otros (los de la cuenca del Ural son mucho menos relevantes debido a la proximidad del río).
La vegetación predominante es la estepa, a causa del clima continental árido, sin embargo, en sus vertientes septentrionales hayamos bosques caducifolios. La población asentada en toda la región es escasa, sobre todo en el área meridional y occidental; no existen grandes ciudades y los únicos centros urbanos a destacar están situados en sus márgenes: Oremburgo, en su extremo oriental. y Oral, en el meridional.
El término syrt, deriva de las lenguas túrquicas, y tiene el significado de "altiplano llano"